# Alkaly Daffé
Pour les articles homonymes, voir Daffé.
Alkaly Daffé est un boxeur guinéen né en 1929 et mort le 18 janvier 2021 à Conakry,.

## Carrière
Alkaly Daffé remporte la médaille de bronze dans la catégorie des poids légers aux championnats d'Afrique de boxe amateur 1962 au Caire. Il obtient la médaille d'or dans la catégorie des poids légers aux Jeux africains de 1965 à Brazzaville en battant en finale le Nigérian Anthony Andeh, à la surprise des observateurs. Il s'agit de la première médaille d'or d'un sportif guinéen dans une compétition majeure, tous sports confondus.